# Тёмные колючие скаты
Тёмные колючие скаты (лат. Amblyraja) — род скатов семейства ромбовых отряда скатообразных. Это хрящевые рыбы, ведущие донный образ жизни, с крупными, уплощёнными грудными плавниками в форме ромба и выступающим рылом. На вентральной стороне диска расположены 5 жаберных щелей, ноздри и рот. Хвост длинный и тонкий. Максимальная длина 176 см. Эти скаты обитают в Атлантическом, Тихом и Индийском океане. В основном глубоководные виды, встречаются на глубине до 2609 м при температуре от −2 °C до 20 °C и солёности воды 30,1—36,7 ‰. Размножаются, откладывая яйца, заключённые в прочную роговую капсулу с выступами по углам.
Название рода происходит др.-греч. ἀμβλύς — «тупой» и лат. raja — «хвостокол».

## Классификация
В настоящее время к семейству относят 10 видов:
- Amblyraja badia (Garman, 1899)
- Amblyraja doellojuradoi (Pozzi, 1935)
- Amblyraja frerichsi (Krefft, 1968)
- Amblyraja georgiana (Norman, 1938)
- Amblyraja hyperborea (Collett, 1879) — Полярный скат, или арктический скат[6]
- Amblyraja jenseni (Bigelow & Schroeder, 1950)
- Amblyraja radiata (Donovan, 1808)
- Amblyraja reversa (Lloyd, 1906)
- Amblyraja robertsi (Hulley, 1970)
- Amblyraja taaf (Meisner, 1987)